# Ходжа-Галтона
Ходжа́-Галто́на (тадж. Хоҷа Ғалтон) — село у складі Хатлонської області Таджикистану. Входить до складу джамоату імені Мірзоалі Вайсова Восейського району.
Село знаходиться на північний захід від гори Ходжагалтон (висота 562,2 м).
Назва означає святий, що спустився. Колишні назви — ім. Орджонікідзе, Авганделі, з 4 жовтня 2011 року — сучасна назва.
Населення — 1699 осіб (2010; 1668 в 2009).